# Andrei Andreicuț
Andrei Andreicuț, pe numele de mirean Ioan Andreicuț, (n. 24 ianuarie 1949, Oarța de Sus, județul Sălaj (interbelic), în prezent în județul Maramureș) este din martie 2011 mitropolit al Mitropoliei Clujului, Maramureșului și Sălajului. În anul 1990, a devenit episcop al Episcopiei Ortodoxe de Alba Iulia în locul episcopului Emilian Birdaș. În anul 1998 episcopia de la Alba Iulia a fost ridicată la rangul de arhiepiscopie. În anul 2005 a fost unul din candidații propuși (la inițiativa arhiepiscopului de la Cluj, Bartolomeu Anania) a-i succeda mitropolitului Antonie Plămădeală. Nealegerea lui Andrei Andreicuț a dus la crearea unei noi mitropolii în nordului Transilvaniei, Mitropolia Clujului, Crișanei, Maramureșului și Sălajului, al cărei întâistătător a devenit Bartolomeu Anania, ca arhiepiscop și mitropolit. După moartea mitropolitului Bartolomeu Anania, succesorul acestuia la Cluj a fost ales arhiepiscopul de la Alba Iulia,  Andrei Andreicuț.

## Cariera
Ion Andreicuț a urmat în perioada 1967-1972 cursurile Facultății de Construcții Căi Ferate din cadrul Universității Tehnice de Constructii București. După absolvirea facultății a lucrat ca inginer la Întreprinderea de Căi Ferate a Regionalei CFR Cluj. După doi ani de inginerie, între 1976-1978, a urmat cursurile Institutului Teologic Ortodox de grad universitar din Sibiu, pe care l-a absolvit în doi ani ca urmare a aprobării susținerii examenelor anticipat datorită faptului că mai deținea o altă licență. În august 1978 a fost hirotonit preot celibatar de către arhiepiscopul Teofil Herineanu al Vadului, Feleacului și Clujului.
Din anul 1978 a fost preot în Turda, unde a amenajat o capelă, organizată anterior într-o casă, dându-i forma și aspectul de adevărată biserică. A inițiat un program sistematic de cateheze pentru tineri și adulți, precum și nenumărate acțiuni cu caracter social. A inițiat în viața duhovnicească mulți tineri, dintre care peste 30 au ajuns preoți sau monahi.
Organele de Securitate de atunci au reușit să-i ia, sub semnătură, un angajament de colaborare, unde purta numele conspirativ de „Ionică”. În anul 1985, după nenumărate încercări eșuate din cauza obstrucționării din partea regimului comunist, după cum mărturisesc unii dintre profesorii de la Institutul Teologic Ortodox din București (azi Facultatea de Teologie Ortodoxă), a obținut înscrierea la doctorat. În anul 1985 fost transferat, la cererea episcopului Emilian Birdaș, în Episcopia de Alba Iulia și numit în Parohia Maieri I unde a desfășurat aceeași bogată activitate pastorală. La 15 noiembrie 1987 a pus bazele unui cor de copii, numit „Theotokos”.
Pe 25 februarie 1990 a devenit arhiereu-vicar al Episcopiei Ortodoxe de Alba Iulia, care îl avea ca titular pe episcopul Emilian Birdaș. În urma demiterii controversate a episcopului Emilian Birdaș (repus în drepturi, ulterior, ca arhiereu-vicar la Arad, apoi episcop titular de Caransebeș), Andrei Andreicuț a devenit episcop titular al Episcopiei Ortodoxe de Alba Iulia în iunie 1990, iar mai apoi arhiepiscop din 1998, odată cu ridicarea Eparhiei de către Sfântul Sinod al Bisericii Ortodoxe Române la rangul de arhiepiscopie.
După decesul mitropolitului Antonie Plămădeală la data de 29 august 2005, a fost nominalizat pentru funcția de mitropolit ortodox al Ardealului, fiind susținut de arhiepiscopul Clujului, Bartolomeu Anania. La alegerile desfășurate pe 3 noiembrie 2005 a fost preferat, după al doilea tur de scrutin, Laurențiu Streza, episcopul ortodox al Caransebeșului. Ca urmare a alegerii acestuia din urmă în funcția de mitropolit ortodox al Ardealului (în defavoarea lui Andrei Andreicuț), prin stăruințele arhiepiscopului Bartolomeu Anania a fost înființată Mitropolia Clujului, Crișanei, Maramureșului și Sălajului.
În calitate de arhiereu a înființat Editura Reîntregirea și o tipografie, a pus bazele și a susținut un seminar teologic la Alba Iulia, o facultate de teologie (pentru care a construit un sediu modern) și un post de radio ortodox (Radio Reîntregirea). Este unul dintre primii episcopi ortodocși care a pus bazele unui proiect de activitatea socială al bisericii la nivel eparhial.
Între anii 1996-2008 a fost decanul Facultății de Teologie Ortodoxă din cadrul Universității 1 Decembrie 1918 din Alba Iulia.
În ședinta din 18 martie 2011 a Sfântului Sinod al Bisericii Ortodoxe Române a fost ales în funcția de arhiepiscop al Arhiepiscopiei Vadului, Feleacului și Clujului și mitropolit al Mitropoliei Clujului, Crișanei, Maramureșului și Sălajului. Instalarea sa în funcție a avut loc în data de 25 martie 2011 în prezența patriarhului Daniel Ciobotea, însoțit de un sobor de ierarhi ai BOR, precum și a unui numeros personal din aparatul de stat.

## Relația cu fosta Securitate
În anul 2007 a fost deconspirat ca fost colaborator al Securității, cunoscut cu numele de cod "Ionică".
Consiliul Național pentru Studierea Arhivelor fostei Securități a stabilit în ședința sa din 13 septembrie 2007 faptul că Andrei Andreicuț a făcut poliție politică. În data de 9 octombrie 2007 plenul CNSAS a respins contestația formulată de Andrei Andreicuț împotriva verdictului de colaborare. Totuși, Laurențiu Tănase, membru al CNSAS la propunerea Partidului Social-Democrat, a sugerat că notele furnizate de Andreicuț ar fi fost „total nevinovate”, iar unii ofițeri de securitate erau nemulțumiți de prestația lui ca informator — o scrisoare din 2018 consemnează anecdotic că la un colonel de Securitate ar fi spus că îi vine să-l împuște pe Andreicuț din cauza calității insuficiente a informațiilor furnizate.
Gabriel Andreescu, activist pentru drepturile omului și specialist în domeniul științelor politice, cunoscut publicist anticomunist al anilor '90, a redat în ediția din 18 octombrie 2007 a ziarului Ziua extrase din dosarul de rețea al lui Andrei Andreicuț, care relevă faptul că acesta a fost racolat pentru posibilitățile sale de a „penetra în intimitatea elementelor fost greco-catolice”. Ca informator, a urmărit o călugăriță greco-catolică clandestină, l-a denunțat pe monseniorul Octavian Bârlea, conducătorul uniților din Germania, pentru apelul său către românii din străinătate etc. Într-o informare din luna august 1985 l-a denunțat pe un preot romano-catolic care ținea cursuri de catehizare cu copiii și nepoții unor credincioși, "iar preotul respectiv îi notează în registrele lor cu numele maghiarizate". Dosarul său de rețea nr. 354 arată că unul dintre credincioși venise la el să-i mărturisească problemele de natură sentimentală și faptul că intenționează să se căsătorească cu o străină. Andreicuț l-a denunțat scriind în nota sa informativă către Securitate din 28 octombrie 1983 toate aceste date intime.
În 15 februarie 2008 Curtea de Apel Alba Iulia a anulat verdictele de colaborare date de CNSAS. Curtea de Apel Alba Iulia a invocat din oficiu o excepție procedurală legată de decizia nr. 51/2008, publicată în Monitorul Oficial nr. 95 din 6 februarie 2008, prin care Curtea Constituțională a admis excepția de neconstituționalitate a legii CNSAS, formulată de senatorul Dan Voiculescu.
După alegerea lui Andreicuț în funcția de mitropolit, scriitorul Mircea Dinescu, membru în colegiul CNSAS, a reiterat pentru agenția Mediafax că acesta semnase angajamentul în anul 1983 ca urmare a unui șantaj, sub amenințarea întocmirii unui dosar penal pentru dare de mită. Mircea Dinescu a descris cazul lui Andreicuț drept atipic în rândul preoților colaboratori, deoarece acesta nu a încercat să facă o carieră în Securitate.
Andrei Andreicuț a declarat într-o conferință că a semnat angajamentul cu Securitatea sub amenințarea cu închisoarea și a vorbit despre respectiva perioadă că ar fi fost chiar urmărit de Securitate, făcând apel la mila divină și la iertare pentru cei care au greșit și regretă.
Conform memoriilor preotului greco-catolic Ioan Mitrofan, prieten al său din tinerețe, Andrei Andreicuț s-a numărat între cei care l-au vizitat pe cardinalul Iuliu Hossu aflat cu domiciliu obligatoriu la Mănăstirea Căldărușani. Pe 23 iunie 2000 l-a însoțit pe patriarhul Teoctist Arăpașu în vizita pe care acesta a efectuat-o cardinalului Alexandru Todea la Reghin.

## Implicarea în politică
Între cele două tururi de scrutin ale alegerilor prezidențiale din 2014 a devenit publică implicarea unor înalți clerici ai Bisericii Ortodoxe Române, între care și cea a mitropolitului Andrei, în campania electorală a lui Victor Ponta (PSD).
În 25 martie 2017 mitropolitul Andrei a participat la „Marșul pentru viață”, declarând că România nu s-ar prăbuși demografic „dacă toate tinerele familii ar avea măcar câte trei copii: unul pentru tată, unul pentru mamă și unul pentru țară și biserică”.

## Distincții
A fost decorat de președintele Ion Iliescu, în decembrie 2000, cu Ordinul Național „Pentru Merit” (România) în grad de Mare Ofițer „pentru slujirea cu cinste, evlavie și dragoste de oameni a cuvântului lui Dumnezeu”.
Din februarie 2007 este membru al Academiei de Științe și Arte din Salzburg (Austria).
În 2011 a fost numit Cetățean de onoare al orașului Negrești-Oaș.
La 24 ianuarie 2012 a primit titlul de Doctor Honoris Causa al Universității Tehnice din Cluj-Napoca, iar trei ani mai târziu, la 7 mai 2015, a primit titlul de Doctor Honoris Causa al Universității „1 Decembrie 1918” din Alba Iulia, Andrei Andreicuț fiind și membru fondator al acestei instituții de învățământ superior.
La 15 septembrie 2021 a fost ales membru de onoare al Academiei Române.

## Opere

### Volume proprii
- Spovedanie și Comuniune, Ed. Episcopiei, Alba Iulia, 1998
- Dinamica despătimirii, ed. Reîntregirea, Alba Iulia, 2001
- Spiritualitate creștină pe înțelesul tuturor, ed. Reîntregirea, Alba Iulia, 2002
- Morala Împărăției întemeiată pe Sfânta Scriptură și Sfinții Părinți, ed. Reîntregirea, Alba Iulia, 2003
- Mai putem trăi frumos? Pledoarie pentru o viață morală, ed. Reîntregirea, Alba Iulia, 2004
- Ospățul credinței, Ed. Episcopiei, Alba Iulia, 1999
- În pas cu tranziția, Ed. Episcopiei, Alba Iulia, 1999
- S-au risipit făcătorii de basme, ed. Reîntregirea, Alba Iulia, 2001
- Repere de morală creștină, ed. Reîntregirea, Alba Iulia, 2007
- Dialog al vremii cu memoria, ed. Reîntregirea, Alba Iulia, 2009
- Dragostea fascinantă și nemuritoare, ed. Renașterea, 2011

### Traduceri din limba franceză
- Ignatie Briancianinov, Fărâmiturile ospățului, Ed. Episcopiei, Alba Iulia, 1996
- Dionysios Tatsis, Cuvintele bătrânilor, ed. Reîntregirea, Alba Iulia, 2004